# Соловьёв, Юрий Иванович
Ю́рий Ива́нович Соловьёв (30 сентября 1924, село Уяр[уточнить] — 2005) — советский и российский химик, историк химии. Доктор химических наук, профессор. Член-корреспондент Международной академии истории науки (1961) и Латвийской Академии наук.

## Биография
Родился 30 сентября 1924 года в селе Уяр Красноярского края. Отец, Вилькс Альфред Генрихович, был советским военнослужащим, которого арестовали в 1937 году. Мать историка, Соловьёва Клавдия Ивановна, врач по профессии, скончалась в 1934 году. Юрий Иванович воспитывался бабушкой, Екатериной Кондратьевной Соловьёвой, и тётей, Леониллой Ивановной, которая усыновила его в 1939 году.
В 1941 году Юрий Иванович Соловьёв служил добровольцем в армии. В 1942—1943 гг. был курсантом лётного, а после пехотного училищ.
В 1945 году поступил в МГУ им. М. В. Ломоносова, который успешно окончил в 1948 году. Начиная с того же года работал в Институте истории естествознания и техники Академии наук СССР: с 1948 по 1954 год в должности младшего научного сотрудника, с 1954 по 1957 — старшего научного сотрудника, а с 1957 — заведующего сектором истории химии.
В 1951 году защитил кандидатскую диссертацию «История возникновения и развития физико-химического анализа» по специальности 07.00.10 — история науки и техники (технические науки), а в 1959 году — докторскую диссертацию «История учения о растворах» (в двух томах), по той же специальности (химические науки).
Входил в редколлегию серии «Научно-биографическая литература» в издательстве «Наука».

## Научные работы
Основные научные работы посвящены истории общей и физической химии. Область научных интересов: изучение истории возникновения и развития физической химии, история учения о растворах, учения о валентности, истории термохимии и химической термодинамики, эволюции основных теоретических проблем химии, изучение жизни и деятельности выдающихся химиков. (автор более 150 опубликованных работ).
Дал подробный историко-химический анализ учения о растворах, термохимии и химической термодинамики, химии комплексных соединений. Рассмотрел эволюцию основных теоретических проблем химии. Автор научных биографий многих химиков.

### Редакторская деятельность
- История классической органической химии / И. С. Дмитриев, Г. В. Быков, В. И. Кузнецов и др.; Отв. ред. Н. К. Кочетков, Ю. И. Соловьёв; [Рос. акад. наук, Ин-т истории естествознания и техники]. — М. : Наука, 1992. — 445,[1] с. : ил.; 22 см. — (Всеобщая история химии).; ISBN 5-02-001515-6

## Публикации
Научные биографии
- Сванте Аррениус
- Алексей Александрович Баландин (1998)
- Якоб Берцелиус (2 издания)
- Павел Иванович (Пауль) Вальден
- Вант-Гофф
- Альфред Вернер и развитие координационной химии
- Герман Иванович Гесс
- Дмитрий Петрович Коновалов
- Николай Семёнович Курнаков
- Владимир Фёдорович Лугинин
- Борис Николаевич Меншуткин
- Николай Александрович Меншуткин
- Вильгельм Оствальд
- Вильям Рамзай
- Фомин, Владимир Владимирович // Химики о себе / Сост. и ред. Ю. И. Соловьёв. М., 2001.
- Лев Александрович Чугаев

Монографии
- Соловьев Ю. И. История учения о растворах. М.: Изд-во АН СССР, 1959. 581 с.
- Соловьев Ю. И. Химия // История естествознания в России. Т.1-4. М.: Изд-во Акад. наук СССР, 1957—1962. / под ред. д.х.н. Н. А. Фигуровского. Т.1, ч.1. С.351-384; Т.1, ч.2. С. 154—216; Т.2. С.502-580.
- Соловьев Ю. И. Термохимия // История учения о химическом процессе / Всеобщая история химии / Отв. ред. Ю. И. Соловьев. М.; Наука, 1981. С.11-56.
- Соловьев Ю. И. Эволюция основных теоретических проблем химии. М.: Наука, 1971. 379 с.
- Соловьев Ю. И. История химии: Развитие химии с древнейших времен до конца XIX в. Пособие для учителей. 2-е издание, переработанное. М.: Просвещение, 1983. 368 с.
- Соловьев Ю. И. О неопубликованной работе В. А. Кистяковского «Гипотеза Планка-Аррениуса» // Журнал физической химии. 1956. Т. 30. Вып. 8. С. 1910—1915.
- Соловьев Ю. И. Очерки по истории физической химии. М.: Наука, 1964. 342 с.
- Соловьев Ю. И. История химии в России: Научные центры и основные направления исследований / под ред. д.х.н. С. А. Погодина. М.: Наука, 1985. 415 с.

Статьи
- Соловьев Ю. И. Работы А. П. Бородина по конденсации альдегидов // Успехи химии. 1949. Т.18. Вып. 6. С. 756—759.
- Соловьев Ю. И. К истории исследования неводных растворов // Труды института истории естествознания и техники АН СССР. 1958. Т. 18. С.104-164.
- Соловьев Ю. И., Капустинская К. А. Из истории химической теории растворов // Труды Института истории естествознания и техники АН СССР. 1960. Т.30. С.29-47.
- Соловьев, Ю. И. Иван Алексеевич Каблуков : 100 лет со дня рождения, 1857—1957 / Ю. И. Соловьев, М. И. Каблукова, Е. В. Колесников ; Ин-т истории естествознания и техники. — М. : Изд-во АН СССР, 1957. — 212 с. — (Научно-популярная серия). — Библиогр. тр. И. А. Каблукова: с. 192—207. — Лит. о И. А. Каблукове: с. 208—209.
- Соловьев, Ю. И. Очерки истории физико-химического анализа / Ю. И. Соловьев ; АН СССР, Ин-т истории естествознания и техники. — М. : Изд-во АН СССР, 1955. — 222 с. — Библиогр.: с. 208—211.
- Соловьев Ю. И., Старосельский П. И. Из истории физической химии (принцип максимальной работы) // Труды института истории естествознания и техники АН СССР. 1962. Т. 39. С. 24-48.